# Nanshantempel van Sanya
De Nanshantempel van Sanya is een boeddhistische tempel in Sanya, een stad in de Chinese provincie Hainan. De naam van de tempel komt van een populaire boeddhistische spreuk: Het geluk is zoveel als de Oostelijke Zee en lang leven is zo hoog als de berg Nanshan (福如东海, 寿比南山).
De tempel werd op 12 april 1988 gebouwd. Dit was om te herdenken dat tweeduizend jaar geleden het boeddhisme China binnenkwam. Het tempelcomplex omvat de oppervlakte van 40.000 m². De tempel bevat enkele replica's van de Tang-dynastie. Ook maakt het deel uit van een gebied dat bekendstaat als de Nanshan Buddhism Cultural Tourism Zone. De zone heeft ook een zeer groot beeld van Guanyin, de Sanya'se Guanyin der Zuidelijke Zee.